# La caída (serie de televisión)
La caída es una miniserie argentina de la TV Pública producida por Azteka Films para el Sistema Federal de Medios y Contenidos Públicos.

## Sinopsis
Un hombre casado hace cincuenta años, en plena organización de su fiesta de aniversario descubre que su mujer es su hermana y que su suegra es su madre. ¿Cómo sobrevive a una revelación semejante? El Doctor Feinn nos lo enseña. O eso intenta.
La Caída aborda con inteligencia, humor y sensibilidad un tema de alto contenido dramático. Instituciones puestas en crisis: la escuela, el matrimonio y la familia atravesadas por tres generaciones y sus diferentes paradigmas; todo es puesto en discusión en esta propuesta singular y atractiva.
La Caída explora conflictos e interrogantes que nunca han dejado de interpelarnos, desde tiempos inmemorables hasta la era hipertecnológica de que hoy habitamos.

## Elenco y personajes
- Juan Leyrado como Dr. Horacio Feinn
- Julieta Díaz como Andrea Feinn.
- Claudia Lapacó como Sara.
- Gabriel Corrado como Jorge.
- Jorge Suárez como Moravia.
- María Abadi como Miranda Feinn.
- Nicolás Pauls como Matías Dubois.
- Vivian El Jaber como Mónica.
- Marcos Montes como Omar Ceballos.
- Pedro Tolchinsky como Juan Feinn.
- Agustín Alonso como Sebastián Feinn.
- Nelly Prince como Susana.
- Maite Zumelzú como Viviana «Bimbi».
- Julián Kartun como Rodrigo.
- Rocío Hernández como Emma Faure.
- Thomas Lepera como Octavio Costa.
- Nicolás Goldschmidt como Maxi Aban.
- Jeremías Antun como Dante.
- Emilio Bardi como Ferreyra.
- Javier Niklison como Costa.

## Premios y nominaciones
| Año  | Premios                 | Categoría                                           | Nominado(a)    | Resultado |
| ---- | ----------------------- | --------------------------------------------------- | -------------- | --------- |
| 2019 | Premios Martín Fierro   | Mejor Actriz Protagonista en Unitario y/o Miniserie | Claudia Lapacó | Nominada  |
| 2019 | Premios Fund TV         | Mejor ficción                                       | La caída       | Ganador   |
| 2019 | Premios Cóndor de Plata | Mejor serie y/o telefilme                           | La caída       | Nominada  |